# Pristaulacus compressus
Pristaulacus compressus is een vliesvleugelig insect uit de familie van de Aulacidae. De wetenschappelijke naam van de soort is voor het eerst geldig gepubliceerd in 1808 door Spinola.